# Кубок Македонії з футболу 2012—2013
Кубок Македонії з футболу 2012–2013 — 21-й розіграш кубкового футбольного турніру в Македонії. Титул вдруге здобув Тетекс.

## Календар
| Раунд       | Дата                                    | Матчі | Клуби   |
| ----------- | --------------------------------------- | ----- | ------- |
| 1/16 фіналу | 21-22 серпня 2012                       | 16    | 32 → 16 |
| 1/8 фіналу  | 9-19/26-27 вересня 2012                 | 16    | 16 → 8  |
| 1/4 фіналу  | 14 жовтня-7 листопада/21 листопада 2012 | 8     | 8 → 4   |
| 1/2 фіналу  | 17 квітня/1 травня 2013                 | 4     | 4 → 2   |
| Фінал       | 26 травня 2013                          | 1     | 2 → 1   |

## Перший раунд
| Команда 1               | Рахунок      | Команда 2          |
| ----------------------- | ------------ | ------------------ |
| 21 серпня 2012          |              |                    |
| Астібо (3)              | -:+          | 11 Октовмрі (2)    |
| 22 серпня 2012          |              |                    |
| Побєда (2)              | 0:0 пен. 5:3 | Работнічкі         |
| Караорман (3)           | 1:2          | Металург           |
| Маджарі Солідарност (2) | 0:1          | Дріта              |
| Поешево (3)             | 1:2          | Ренова             |
| Бабі (2)                | 1:0          | Напредок           |
| Локомотива (Скоп'є) (2) | 2:2 пен. 5:4 | Міравці (2)        |
| Руфея (2)               | 0:2          | Вардар             |
| Плачковиця (3)          | -:+          | Шкендія            |
| Беласиця (3)            | 1:3          | Сілекс             |
| Бабуна (3)              | 0:4          | Горизонт (Турново) |
| Люботен (3)             | 0:5          | Еуромілк (2)       |
| Охрид (2)               | 2:7          | Тетекс             |
| Башкімі (3)             | 2:2 пен. 5:4 | Тиквеш (2)         |
| Гостивар (2)            | 0:0 пен. 1:3 | Брегальниця (Штип) |
| Славей (4)              | 0:6          | Пелістер           |

## 1/8 фіналу
| Команда 1               | Заг. | Команда 2          | 1-й матч | 2-й матч |
| ----------------------- | ---- | ------------------ | -------- | -------- |
| 9/26 вересня 2012       |      |                    |          |          |
| Металург                | 4:3  | Горизонт (Турново) | 3:3      | 1:0      |
| Локомотива (Скоп'є) (2) | 0:9  | Тетекс             | 0:2      | 0:7      |
| Башкімі (3)             | 1:4  | Сілекс             | 1:1      | 0:3      |
| Шкендія                 | 2:0  | Брегальниця (Штип) | 1:0      | 1:0      |
| Побєда (2)              | 0:2  | Дріта              | 0:0      | 0:2      |
| 11 Октовмрі (2)         | 0:10 | Ренова             | 0:5      | 0:5      |
| 9/27 вересня 2012       |      |                    |          |          |
| Пелістер                | 6:1  | Бабі (2)           | 5:0      | 1:1      |
| 19/26 вересня 2012      |      |                    |          |          |
| Вардар                  | 4:1  | Еуромілк (2)       | 2:0      | 2:1      |

## 1/4 фіналу
| Команда 1                   | Заг. | Команда 2 | 1-й матч | 2-й матч |
| --------------------------- | ---- | --------- | -------- | -------- |
| 14 жовтня/21 листопада 2012 |      |           |          |          |
| Дріта                       | 1:5  | Сілекс    | 1:2      | 0:3      |
| Тетекс                      | 1:0  | Ренова    | 0:0      | 1:0      |
| Шкендія                     | 6:1  | Металург  | 1:0      | 5:1      |
| 7/21 листопада 2012         |      |           |          |          |
| Пелістер                    | 0:3  | Вардар    | 0:1      | 0:2      |

## 1/2 фіналу
| Команда 1               | Заг.    | Команда 2 | 1-й матч | 2-й матч |
| ----------------------- | ------- | --------- | -------- | -------- |
| 17 квітня/1 травня 2013 |         |           |          |          |
| Сілекс                  | 0:3     | Тетекс    | 0:1      | 0:2      |
| Шкендія                 | 1:1 (ч) | Вардар    | 0:0      | 1:1      |

## Фінал
| 26 травня 2013 21:00 (EEST) |

| Шкендія  | 1:1 дч   | Тетекс         |
| -------- | -------- | -------------- |
| Еюпі 17' | Протокол | Міцевський 69' |

| Національна арена «Філіпп II Македонський», Скоп'є Глядачів: 0 Арбітр: Александар Ставрев |

|                                                         |     | Пенальті                                                                                 |  |
| Еюпі · Алії · Шабані · Цуцулі · Таїпі · Усеїні · Беріша | 5:6 | Настевський · Деспотовський · Дробаров · Петковський · Кралевський · Манчевський · Ісені |  |